# Fittleton
Fittleton – wieś w Anglii, w hrabstwie Wiltshire. Leży 20 km na północ od miasta Salisbury i 120 km na zachód od Londynu.